# Kostelec u Jihlavy (nádraží)
Kostelec u Jihlavy (německy Wolframs) je železniční stanice v západní části obce Kostelec v okrese Jihlava v Kraji Vysočina v těsné blízkosti řeky Jihlavy. Leží na jednokolejných tratích Havlíčkův Brod – Veselí nad Lužnicí a Kostelec u Jihlavy – Slavonice. Stanice je elektrizovaná (25 kV, 50 Hz AC). V obci se dále nachází železniční zastávka Kostelec u Jihlavy masna, která leží na železniční trati Kostelec u Jihlavy – Slavonice.

## Historie
Stanice byla vybudována státní společností Českomoravská transverzální dráha (BMTB), jež usilovala o dostavbu traťového koridoru propojujícího již existující železnice v ose od západních Čech po Trenčianskou Teplou. 3. listopadu 1887 byl zahájen pravidelný provoz v úseku z Veselí nad Lužnicí do Jihlavy. Vzhled budovy byl vytvořen dle typizovaného architektonického vzoru shodného pro všechna nádraží v majetku BMTB. V areálu nádraží bylo vystavěno též nákladové skladiště. 13. srpna 1898 zprovoznila společnost Místní dráha Kostelec-Telč propojovací trať mezi Kostelcem a Telčí, odkud byl roku 1902 zahájen společností Císařsko-královské státní dráhy (kkStB) provoz do Waldkirchenu v Rakousku.
Českomoravská transverzální dráha byla roku 1918 začleněna do sítě ČSD, ČSD též převzaly provoz na místní dráze, ta byla zestátněna roku 1925. Elektrický provoz byl ve stanici zahájen 28. května 1980.

## Popis
Nachází se zde tři jednostranná nekrytá nástupiště s úrovňovým příchodem přes koleje a jedno ostrovní kryté nástupiště s příchodem podchodem.